# 三振出局法
三振出局法（英文：Three-strikes law），又称三振法，是美国聯邦層級與州層級的法律，要求州法院对于犯第三次（含以上）重罪（英文：felony）
的累犯，採用强制性量刑準則（英文：Mandatory sentencing），大幅延长他的監禁时间：目前所有法案下限皆為25年有期徒刑，最高是無期徒刑，而且後者在很長一段時間內不得假釋（大多法案規定為25年）。这样的法案在1990年代极为盛行，至2012年，全美國有27个州以及中央都颁布了此类的法案。
三振法案的名称来自盛行於美國的運動棒球，棒球規則中，一名打擊者可以錯過兩次打擊機會，但每次都會被判一個「好球」，在第三個好球時，便會被判三振出局。
三振出局法明显增长了曾有过兩次以上暴力犯罪或严重犯罪紀錄的犯人的刑期，并減少了此类刑事案的被告被判無期徒刑以外刑罰的機會。

## 简介

### 历史
美國对于屡犯的刑事被告处以比初犯更重的刑期，并不是近来才有的做法。例如，早在19世纪末，纽约州就曾有一项关于“屡教不改的重罪犯”（英語：persistent felony offender）的法案。但是当时并没有对判刑的强制性规定，法官有更多的自由裁量权。
1974年，德州第一個頒佈了三振出局法，並獲得美國聯邦最高法院的不違憲認定（Rummel v. Estelle 445 U.S. 263 (1980)）。該法案最初的內容是：第三次犯重罪者處以25年以上、99年以下有期徒刑，或者無期徒刑；後來修法將無期徒刑的部分刪除。 
1993年，華盛頓州實施三振出局法，該法案的标题为“三好球，你出局了”（英語：Three Strikes and You're Out），內容是：如果被告這輩子得到第三個重罪判決，便強制判無期徒刑。
1994年9月13日，國會通過了聯邦政府的三振法案，並於10月26日實施。簽署法案的總統是比爾·柯林頓。這個聯邦法案迅速帶起了各州傚法。
1994年11月8日，加州也以72%对28%的压倒性多数通过了第184号议案，開始實施該州的三振出局法。內容是：如果被告這輩子得到第三個重罪判決，便會因為有期徒刑被大幅提高，而实际上等於無期徒刑。雖然加州其實已是第三個頒佈三振法案的州，卻是執行最徹底的，加州監獄人口也成為全美之冠。所以各界在討論三振出局法的利弊時，多以加州為例。
截至2012年，美國27个州以及联邦政府都有符合“三振出局”這個形容的立法：第三次重罪将帶來超過25年的有期徒刑或無期徒刑，若為後者，在很长一段时间（大多法案規定为25年）内不得假释。有些州甚至規定在某些情況下“兩好球”就可以出局。

### 颁布三振法的州
- 1974年：德克萨斯州[7]
- 1993年：华盛顿州
- 1994年：加利福尼亚州、科罗拉多州、康涅狄格州、印第安那州、堪萨斯州、馬里蘭州、新墨西哥州、北卡罗来纳州、弗吉尼亚州、路易斯安那州、威斯康星州
- 1995年：阿肯色州、佛罗里达州、佐治亚州、蒙大拿州、内华达州、新泽西州、北达科他州、宾夕法尼亚州、南卡罗来纳州、田纳西州、犹他州、佛蒙特州
- 2006年：亞歷桑納州
- 2012年：麻塞諸塞州

在美國法律界和法律学院中，该類法案的正式名称為“惯犯法”，設計宗旨是透過監禁而實際上使刑事慣犯暫時失去再犯罪能力，在德語世界的刑事政策用語裡即為“特別預防”概念下的“使無害化”（德語：Unschädlichmachung）。美國某些州（例如康涅狄格州和堪萨斯州）的法律裡，稱呼這些慣犯為“屡教不改的犯罪者”（英語：persistent offender）。

### 各州法案差異
三振出局法的适用各州不同。部分州要求三次重罪裡至少要有一次是暴力犯罪。
加州规定，前两次必須是暴力或严重犯罪，第三次是重罪即可。
德州的標準最低，三次都是重罪即可，不必有暴力犯罪或嚴重犯罪。（重罪、暴力犯罪和嚴重犯罪的定義，見上文）

### 加州

#### 效果
這些年來，只有加州是大部分郡有在認真執行三振法案；其他州雖有此法案，但並未認真執行。
早期有关三振出局法的研究多发现其对于总体（所有犯罪）再犯率的影响微不足道。
雖然在加州，對於三振出局法案所針對的暴力犯罪與嚴重犯罪而言，法案施行（1994）後9年（1994-2002）與前9年（1985-1993）相較，「案件數」和「犯罪率」多有大幅降低現象；若針對該文件所舉犯罪率數字進行統計分析，在執行雙樣本獨立t檢定（p<0.001）與單因子變異數分析（p<0.001）時，皆得出前9年與後9年的犯罪率差異達到統計顯著；如果把上述各種犯罪分開觀察，除了故意傷害罪之外，其他罪的前後差異也都達到顯著。美國加州的一些政治人物因此稱頌三振出局法案是犯罪率大幅下降的重要原因之一。
不過有幾個合理的論點，使得從科學觀點還不能推論三振出局法案“有效”（因果關係）：
1. 美國全境的犯罪率在1990年代皆大幅下降，就算是未實施三振法案的州，或者就算同為加州境內，有執行三振法案的郡和沒執行的郡，犯罪率亦為下降趨勢，甚至平均來說，未採用三振法案的州和郡其犯罪率下降比例還更高一些[10]。（沒有採用三振法案的州和郡就相當於對照組。）
2. 對同樣的資料執行迴歸分析時，雖然單獨以三振法案為解釋變數，可以帶來顯著的解釋能力（截距=3385.767，p<0.001；三振法案變項之係數=-1122.63，p<0.001。整體迴歸模型ANOVA p<0.001，R2=0.716，調整後R2=0.698，標準誤=374.02）；但單獨以時間（年）為解釋變項時，帶來的解釋能力更加高也更加精確（截距=226578.9，p<0.001；年變項之係數=-112.242，p<0.001。整體迴歸模型ANOVA p<0.001，R2=0.771，調整後R2=0.756，標準誤=336.95）。若同時以這兩個變項執行複迴歸分析，若已有時間（年）為解釋變項，則接著加入三振法案變項，並未能帶來顯著增加的模型解釋力（三振法案的係數=-454.038，p=0.16未達顯著。整體迴歸模型ANOVA p<0.001，調整後R2從只有年為解釋變項時的0.756僅增加到0.772，標準誤=325.2486）。這結果也支持上一個論點：三振法案並未對犯罪率的下降帶來顯著影響，犯罪率在該時期本就隨著時間（或在該時期內與時俱變的第三因素，即下兩點）呈下降趨勢。
3. 犯罪率下降的成因相當多元，該文件所提資料並未控制或排除任何可能的干擾因素。
4. 近年則有許多研究指出，美國在1990年代犯罪率之所以普遍下降，統計方法上有堅實證據支持的四個原因是：警力增加、監獄受刑人增加、墮胎合法化、毒品快客古柯鹼的退流行。[11]

──這些理由，使社會科學尚不能推論就是三振出局法案的施行（因）造成犯罪率下降（果），甚至比較有證據否定三振法案的嚇阻犯罪效果。
至於在三振法案的缺點方面：也有研究指出罪犯在第三次重罪被追捕时会更加不顧一切地逃避，因此更可能攻擊警察，造成更多警察受傷；但是因此殺害警察的數量，則沒有明顯改變。

#### 已通過的修正案
2000年11月7日，第36号议案（Proposition 36）中有关修改三振法的条款以60.8%的支持率通过，在修订生效后，被判持有毒品罪的被告将接受药物治疗，而非终身监禁。

#### 未通過的修正案
2004年11月2日，加州选民否决了第66号议案（Proposition 66）。该议案对三振出局法做了明显的修改，要求第三次重罪指控必须是特定的暴力或/和严重犯罪，方可强制性判处至少25年，至多终身的刑期。它还提议修改一些重罪的定义。尽管民意调查显示这些措施会以压倒性多数通过，但在最后几日的宣传攻势中，民意出现了逆转。反对者认为，该议案用词含糊，很可能会造成比支持者估计数目更多的被定罪者刑期缩短，另外一些严重的犯罪，例如对长者或残疾人施行的以强奸为目的的袭击，可能被归入非暴力犯罪中。在投票前数日，州长阿诺德·施瓦辛格、博通创办人、前主席和首席执行官亨利·尼古拉斯、一名受害者权益倡导者以及数名前州长杰瑞·布朗、皮特·威尔逊、格雷·戴维斯、乔治·杜美金现身广播和电视广告，宣传投票反对此议案。广告文宣警告道，如果第66号议案通过，“将会使2.6万名危险的犯罪分子和强奸犯获释”。
尼古拉斯为这次宣传投入300万美元。最终，第66号议案以5,604,060票（47.3%）赞成，6,238,060票（52.7%）反对，747,563（5.9%）弃权的结果被否决。

### 批評
一些州施行至今出现了極端情況。尤其是在加州，因為該州規定，凡有竊盜、強盜、侵入住宅前科的被告，再犯價值400美元以下的竊盜行为（原本不是重罪）也會被升級歸類為重罪（2011年廢除該規定）。因此一些刑事被告的第三次重罪是诸如窃盜高尔夫球棒（Gary Ewing，前兩個“好球”是侵入住宅盗窃和持刀抢劫）、从孩子们手中抢走一块披萨饼（Jerry Dewayne Williams，前兩個“好球”是侵入住宅盗窃，一次既遂，一次未遂）等行为被判处25年至终身监禁（Jerry D. Williams后来刑期被减至6年）
一個很誇張的案件發生在德州，1980年美國聯邦最高法院的“Rummel v. Estelle案”，被告William James Rummel的第一個“好球”是1964年價值80美元的盜刷信用卡案，依德州當年的規定，50美元以上就是重罪，Rummel被判三年；第二個“好球”是1969年的偽造支票案，價值28.36美元，依德州當年的規定，偽造支票必屬重罪；第三個讓他三振的“好球”是1973年時，他當時是冷氣維修工人，收了客戶款項之後沒有進行維修，被控告詐欺罪（英語：false pretenses）成立，該筆款項是120.75美元。由於該案件審理完成時已是1974，剛好德州於同年稍早通過了三振法案，所以Rummel被判了無期徒刑。也就是說，Rummel因為三次一共230美元左右的財產犯罪，而被判處無期徒刑（不過之後，1980年時Rummel以未受有效辯護為由提出美國憲法修正案第9條所保障的人身保護令（拉丁語：Habeas Corpus）程序，獲准重開審判後與檢方達成認罪協商，幾個月就被释放。）
在加州，第一次和第二次犯罪是以“訴”（charge）的數量计算，而非“案件”（case）數计算，因此一名被告可能在一个案件裡被訴多起犯罪行為，并定罪了“第一個和第二個好球”。被告过去任何时期在所有50个州以及联邦法庭的有罪判決都被计入，甚至包括青少年时（16歲以上）理应封存的犯罪记录（原則上青少年记录應予封存，不计入前科），亦无论是否為认罪协商的产物。
被起诉和定罪的被告可能因为一案面临多重“三振”（理论上来说是四振、五振）；此時，可能会被同时给予两个以上独立的但都超過25年的刑期，总刑期可以达50（75或100）年至终身监禁。
由于上述原因，三振出局法无论在美国国内还是国际上，都受到了激烈的批判。在加州，批评主要来自诸如修改加州三振法家庭联合会（FACTS）等组织。

### 美國聯邦最高法院的立場
2003年3月5日，美國聯邦最高法院以5比4的多数意见认为，三振出局法并不违反“禁止酷刑與非常刑罰”（[...] nor cruel and unusual punishments inflicted.）的美國憲法第八修正案。
撰写多数意见的法官桑德拉·戴·奧康納分析了加州严重的罪犯累犯问题，以合理根据进行审查，总结道：

我们并不是作为“超级立法机关”对这些政策决断做事后评价。加利福尼亚州有充分的理由认为，明显加强对于习惯性重罪加重刑期，有益于达成在犯罪司法系统目标，这就足够了……的确，厄文的刑期是很长。但是这反映了一个理性立法判断，即犯下严重或暴力罪行的被告在累犯时必须被重判，这应当遵从。

### 2015潮流逆轉
包括三振法案和｢對毒品宣戰｣在內的多項嚴刑峻罰法案，造成美國在2010年時擁有全世界1/4的監獄人口，聯邦級和州級監獄合計超過200萬人。這造成了極大的財政負擔、社會生產力降低、以及家庭破碎。
2013到2015年，美國發生了多次矚目的警察對黑人過度執法之案件，引起社會要求司法改革來破除歧視的遊行示威，甚至發生暴動（例如2015年巴爾的摩暴動）。其中一項明顯的事實是：美國監獄中超過6成的囚犯是黑人和拉美裔。
2015年4月13日，美國歌手約翰·傳奇（John Legend）發起了一個公益團體｢給美國自由｣ （FREE AMERICA），宣告將與司法單位、獄政單位和政治人物合作，一同終結美國的｢大監禁時代｣ (era of mass incarceration）。
4月28日和5月6日，美國前總統比爾·柯林頓（Bill Clinton）在訪問中承認他1994年簽署的三振法案和一系列重刑法案帶來諸多不良後果，美國只有世界5%人口，卻有25%的囚犯，這些政策應該做出改變。
4月29日，有意參選美國總統的希拉蕊·柯林頓發表司法改革政見，呼籲終結包含三振法案在內的大監禁政策——儘管這是多位前總統，包含她丈夫，即比爾·柯林頓任內所大力推促的政策。
7月16日，美國前總統比爾·柯林頓與現任總統歐巴馬於一同參加｢美國全國有色人種協進會｣ （NAACP）的大會，先後發表演說。柯林頓再次為三振法案所帶來的不良後果表達遺憾。歐巴馬則宣告：大監禁讓整個國家衰退，必須做改變。他剛在本週啟動司法改革，除了並希望國會在年底前通過改革法案。

## 其他國家的引進

### 新西兰
新西兰在2010年初计划引入三振出局法，作为其刑期与假释改革法案（Sentencing and Parole Reform Bill）的一部分。

### 中華民國（臺灣）
中華民國（臺灣）則在2010-2011年前後發生多起虐童致死、性侵且殺死被害人、酒駕肇事致死案件後，爆發猛烈的輿論，要求引進《三振出局法案》。
事實上，中華民國刑法自實施伊始（民國24年，西元1935年）就有累犯（即：第二次犯罪）加重二分之一的規定（第47條）。在民國91年（西元2002年）11月7日由行政院和司法院聯合函請立法院審議的《中華民國刑法部分條文修正草案》當中，更再規劃「酌採美國『三振法案』之精神，（...）三犯者，『加重本刑一倍』」；不過這個條文（刑法第47條修正草案）在同年月的立法院會議中未通過。
後來又有一次酌採《三振法案》精神（重罪的累犯不得假釋）並獲立法通過的修正案，是民國94年（西元2005年）1月7日通過三讀、2月2日總統公布、95年（西元2006年）7月1日施行的第17次刑法修正案，當中的第77條關於假釋之規定：
第二項　（…）假釋之規定，於下列情形，不適用之：
一、（…）。
二、犯最輕本刑五年以上有期徒刑之罪之累犯，於假釋期間，受徒刑之執行完畢，或一部之執行而赦免後，五年以內故意再犯最輕本刑為五年以上有期徒刑之罪者。（註：累犯+再犯=三犯）
三、（…）。
至此，累犯的加重和三犯的不得假釋都有了。《三振法案》當中尚未被中華民國刑法所採者，是「加重到無期徒刑或者至少25年以上有期徒刑」。另一方面，中華民國的《三振法案》究竟有無成效，至今未得到驗證。